# Завьялов, Валерий Александрович
Вале́рий Алекса́ндрович Завья́лов (род. 5 января 1982, Челябинск) — российский  хоккеист, выступавший за клубы главных хоккейных лиг России, Белоруссии и Казахстана.

## Биография
Валерий Александрович Завьялов родился  5 января 1982 года в городе Челябинске (по другим данным — в городе Кургане).
В 1999 году окончил школу № 52 города Челябинска.
Воспитанник хоккейной школы челябинского клуба «Трактор», во втором составе которого и начал игровую карьеру в 1998 году. До 2002 года продолжал играть в челябинских клубах «Мечел» (выступавшем в Суперлиге), «Мечел-2», «Звезда» (Чебаркуль).
В сезоне 2002/2003 играл в составе клубов первой лиги «Мостовик-2» из Кургана и «Ариада» из Волжска. В дальнейшем, в основном продолжая представлять «Ариаду», периодически приглашался в другие клубы: в сезоне 2002/2003 в составе минского «Юниора» участвовал в белорусском чемпионате, в сезоне 2004/2005 играл в кирово-чепецкой «Олимпии» (высшая лига), в сезоне 2005/2006 — вновь в курганском «Зауралье-2», а также в ХК «Воронеж» (оба — первая лига).
В сезоне 2006/2007 играл в клубах высшей лиги «Нефтяник» из Лениногорска и «Южный Урал» из Орска.
В сезоне 2007/2008 представлял карагандийский клуб «Сарыарка» (игравший в российской первой лиге и в чемпионате Казахстана) и клуб первой лиги «Кристалл-Югра» из Белоярского.
В сезоне 2008/2009 завершил карьеру в казахстанском «Горняке» из города Рудный (также игравшем в первой лиге российского чемпионата и в чемпионате Казахстана).
10 июня 2010 года зарегистрирован как индивидуальный предприниматель, 2 августа 2019 года деятельность ИП прекращена.